# Der Bursche und der Offizier

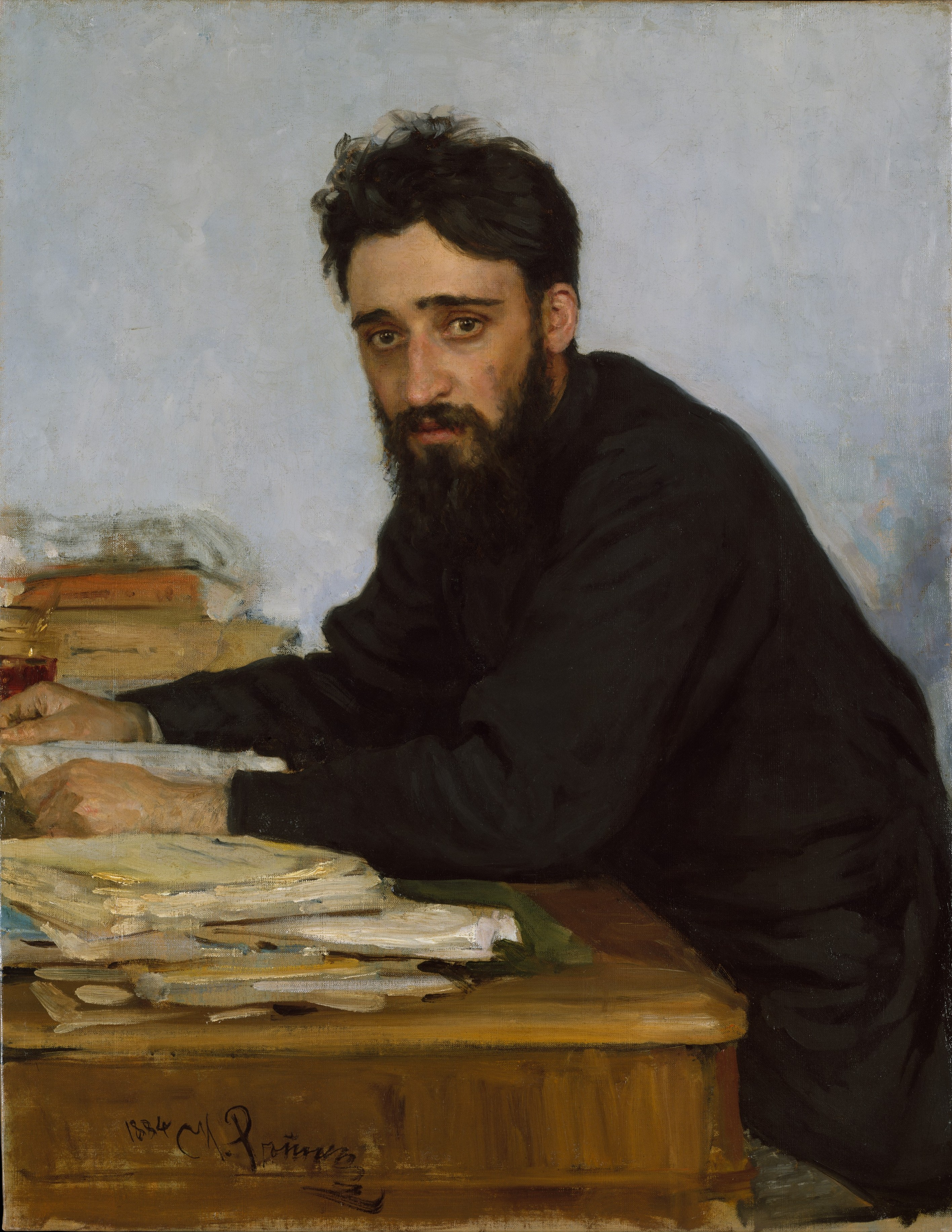
Ilja Repin 1884: Wsewolod Garschin

Der Bursche und der Offizier (russisch Денщик и офицер, Denschtschik i ofizer) ist eine Kurzgeschichte des russischen Schriftstellers Wsewolod Garschin, die 1880 im Märzheft des Magazins Russkoje Bogatstwo in Sankt Petersburg erschien.
Der gediente Autor beobachtet das Treiben in der Armee zu Friedenszeiten mit einem Augenzwinkern.

## Inhalt
Der verheiratete Bauer Nikita wird in die Stadt zitiert und von der dortigen Musterungskommission für wehrdiensttauglich befunden. Die Frauen daheim in der Familie auf dem Dorfe heulen eine Woche lang. Dann muss Rekrut Nikita in der Gouvernementshauptstadt in sein Regiment eintreten. Weil Nikita rasch zum schlechtesten Soldaten in der Ausbildungskompanie avanciert, wird er von seinem Unteroffizier zuweilen mit Arbeit während der dienstfreien Zeiten bestraft. Der Vorgesetzte muss bald erkennen, Arbeit ist für Nikita keine Strafe, sondern willkommene Erholung vom unbegreiflichen Exerzieren. Als der Kompaniechef die Klagen des Feldwebels über den unfähigen Soldaten nicht mehr hören kann, will er ihn als Burschen bei einem Offizier loswerden. Diese Posten sind jedoch alle besetzt. Der Fall ist lösbar. Nikita wird ständige Ordonnanz, also Bursche, von Fähnrich Strebeljkow. Dieser Subalternoffizier bei der Infanterie ist ein gutmütiger junger Mann, der – vom Gymnasium relegiert – als Freiwilliger beim Militär untergekommen ist. Strebeljkow trauert der verpatzten zivilen Laufbahn nicht nach. Er meint, es sei leichter, General als etwa Untersuchungsrichter oder Arzt zu werden. So verschläft der Fähnrich den halben Tag im Bett. Im Nebenzimmer harrt, auf den Dielen behelfsmäßig ruhend, der Bursche Nikita auf den ersten Befehl seines gewöhnlich nachmittags erwachenden Herrn. Wenn der Fähnrich nach der nachmittäglichen Kommandiererei essen geht oder abends in den Klub, hat Nikita wieder seine Ruhe. Im Klub nähert sich Strebeljkow der Tochter des Majors Chlobuschtschin, fordert das junge Mädchen in einer Tour zum Tanze. Der Major schaut scheelen Auges auf solches Tun.
Jeder der beiden – Herr wie Bursche – hat seine Träume. Da träumt Strebeljkow, er schaut an sich herunter und der Blick fällt auf seine Generalsepauletten. Zwar weiß der Fähnrich nicht, wie er zu dieser Dekoration gekommen ist, doch es kann nicht anders sein – er muss irgendetwas Bedeutendes vollbracht haben. Jedenfalls führt ihm Major Chlobuschtschin, auf einmal mit unterwürfiger Gebärde, die Tochter zu … Auch der Bursche träumt Verschiedenes. Zum Beispiel liegt Nikita in der heimatlichen Hütte, wieder kleines Kind geworden, neben der schlafenden Mutter und lauscht auf den Wintersturm draußen vor der hölzernen Bauernhütte …

## Deutschsprachige Ausgaben
Verwendete Ausgabe:
- Der Bursche und der Offizier. In: Wsewolod M. Garschin: Die Erzählungen. Übertragen und mit Nachwort von Valerian Tornius. (= Sammlung Dieterich. Bd. 177). Dieterich’sche Verlagsbuchhandlung, Leipzig 1956, DNB 451436458, S. 150–168.